# جون ستافورد (سياسي)
جون ستافورد (بالإنجليزية: John Stafford)‏ هو سياسي أيرلندي، ولد في 20 مايو 1944 في دبلن في جمهورية أيرلندا. حزبياً، نشط في فيانا فايل. في الانتخابات العمومية الإيرلندية 1987 ‏، انتخب نائب دييل عن دائرة دبلن المركزية ‏ وقد انضم خلال فترته النيابية ‏ (10 مارس 1987 – 25 مايو 1989)  للكتلة البرلمانية فيانا فايل وفي الانتخابات العمومية الإيرلندية 1989 ‏، انتخب نائب دييل عن دائرة دبلن المركزية ‏ وقد انضم خلال فترته النيابية ‏ (29 يونيو 1989 – 5 نوفمبر 1992)  للكتلة البرلمانية فيانا فايل.